# Paul Scheffler
Paul Scheffler (* 2. September 1907 in Limbach; † nach 1965) war ein deutscher  Parteifunktionär der DDR-Blockpartei NDPD. Er war langjähriger Vorsitzender des NDPD-Bezirksvorstandes Suhl.

## Leben
Scheffler war Lehrer von Beruf und am 1. Mai 1933 in die Nationalsozialistische Deutsche Arbeiterpartei (NSDAP) eingetreten. Nach dem Zweiten Weltkrieg wurde er 1948 Mitglied der National-Demokratischen Partei Deutschlands (NDPD). Von 1950 bis 1953 war er Lehrer, stellvertretender Leiter und Leiter der NDPD-Landesparteischule Sachsen. Von 1955 bis 1965 war er Vorsitzender des NDPD-Bezirksverbandes Suhl (Nachfolger von Konrad von Unruh) und gleichzeitig Mitglied des Hauptausschusses der NDPD. Scheffler war auch Abgeordneter des Bezirkstages Suhl.

## Auszeichnungen
- Ernst-Moritz-Arndt-Medaille
- 1959 Vaterländischer Verdienstorden in Bronze